# 安邦火山
安邦火山是印度尼西亞的火山，位於蘇拉威西島西北面，座標0°45′27″N 124°24′57″E / 0.75750°N 124.41583°E，行政方面由北蘇拉威西省負責管轄，海拔高度1,795米，最後一次爆發估計在1845年。